# Alfredo Bignon
Luis Alfredo Bignon (París, 1843, 1908) fue un químico farmacéutico peruano francés. Bignon desarrolló una técnica para la extracción del alcaloide cocaína de las hojas de coca (Erythroxylum coca, E. novogranatense) y su concentración en pasta básica de cocaína, un método que usado hoy en día con fines lícitos e ilícitos.

## Biografía
Alfredo Bignom, hijo de Luis Bignon, estudió en la sección farmacéutica de la Facultad de Medicina en Lima. Inició su carrera haciéndose cargo de una botica en Cerro de Pasco a finales de la década de 1860. Regresó a Lima en 1872 luego de la muerte de su padre. Ahí, se hizo cargo de la Droguería y Botica Francesa en la calle Plateros, cerca de la Plaza Mayor de Lima. Luego de la guerra del Pacífico, se dedicó a la docencia en la Academia de Medicina de Lima.

## Método Bignon
Luego de que el oftalmólogo austríaco Carl Koller demostrára el uso anéstesico de la cocaína en la cirugía occidental en 1884, Bignon empezó a realizar estudios y experimentos entre 1884 y 1887.
Luego de un proceso de experimentación, en 1885 Bignon desarrolló una técnica simple y económica para extraer el alcaloide cocaína de las hojas de coca bajo la forma de sulfato de cocaína al 60% de pureza, hoy en día conocida como pasta básica de cocaína. El elaborado proceso implicaba el uso de kerosene, ácido sulfúrico, cal o soda cáustica y mucho filtrado, calentamiento, neutralización y pisoteo.
En el proceso de extracción de Bignon las hojas de coca se muelen y se colocan en un recipiente grande o en una poza de maceración con agua a la que se le añade ácido sulfúrico diluido, que actúa como agente lixiviante. Luego, se añade un reactivo alcalino como carbonato de sodio, carbonato de calcio, soda cáustica, cal industrial o ceniza vegetal, se revuelve y se añade kerosene, que también se revuelve. La función del reactivo alcalino es precipitar la cocaína en forma de sulfato de cocaína y la del combustible actuar como un solvente del sulfato de cocaína. La mezcla es luego filtrada hacia una poza de extracción, separando las hojas del líquido, y se le añade nuevamente ácido sulfúrico y la solución alcalina, precipitando el compuesto de alcaloides de la coca.
El compuesto resultante, a diferencia de las hojas, no se podía pudrir y además era compacto lo que lo hacía ideal para transportarlo a través del océano en barco y purificarlo en Europa, convirtiéndose en el cristal hidrosoluble de clorhidrato de cocaína de alta pureza después del procedimiento químico llamado cristalización por ácido clorhídrico. La técnica que desarrolló Bignon inició el boom de la cocaína legal en Perú, generándose una gran exportación de cocaína en forma de pasta básica en el cambio de siglo desde el país hacia el exterior. El Ministro de Finanzas de ese entonces, Alejandro Garland, describió a este fenómeno como «una industria esencialmente peruana».